# Cordillera Darwin (Tierra del Fuego)
La cordillera Darwin es un cordón montañoso chileno cubierto por campos de hielo, ubicado íntegramente en el parque nacional Alberto de Agostini, en la parte suroeste de la isla Grande de Tierra del Fuego, entre el canal Beagle y el seno Almirantazgo.   
Las laderas septentrionales de la cordillera descienden hasta el seno Almirantazgo del estrecho de Magallanes. Sus laderas sur desaguan al canal Beagle.

## Descripción

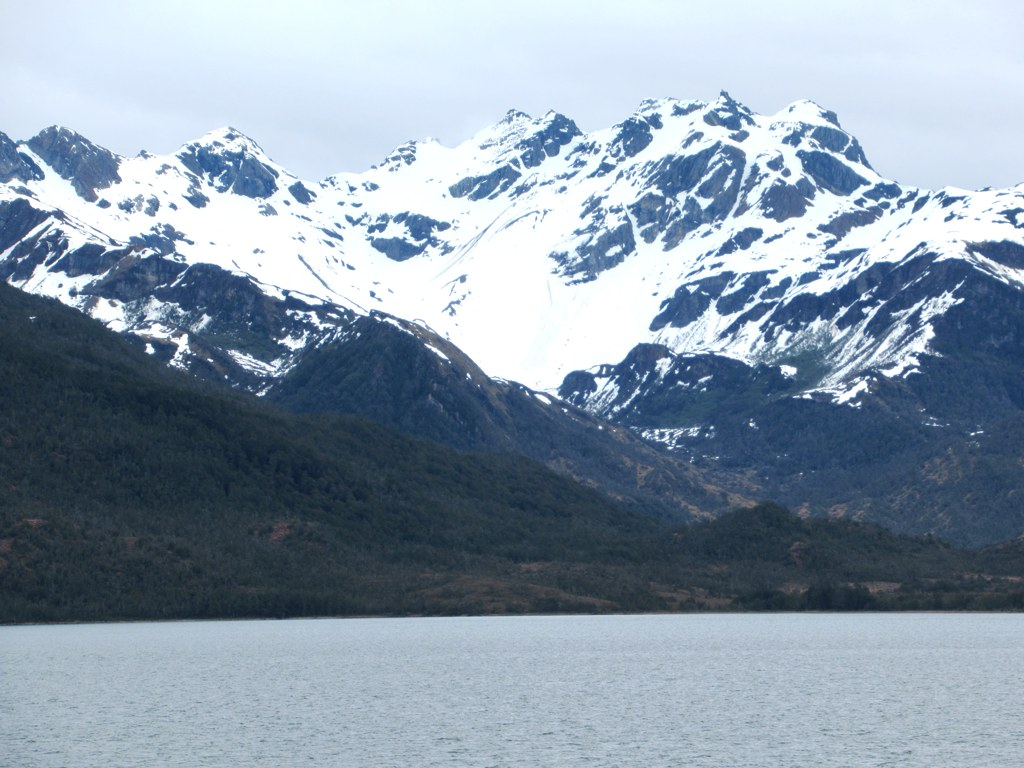
Vista desde el noroeste

La cordillera Darwin se ubica en la porción suroeste de la Isla Grande de Tierra del Fuego, íntegramente dentro del territorio chileno. Es parte meridional de la gran cordillera de los Andes e incluye las máximas cumbres del archipiélago de Tierra del Fuego, siendo la mayor el monte Shipton, con 2469 m s. n. m. El campo de hielo de la Cordillera Darwin cubre un área mayor a 2300 kilómetros cuadrados. La cordillera se extiende en dirección oeste-este desde el monte Sarmiento (ubicado en las cercanías del canal Magdalena) hasta el valle de Yendegaia. Limita al norte con el seno Almirantazgo y al sur con el canal Beagle. La cordillera lleva el nombre de Charles Darwin y es la característica más importante del parque nacional Alberto de Agostini, que incluye varios glaciares conocidos, incluido el glaciar Marinelli, que ahora se encuentra en retroceso prolongado desde 2008.
En octubre de 2011, un equipo de montañeros franceses del Groupe Militaire de Haute Montagne del ejército francés anunció el primer cruce de la Cordillera Darwin en un viaje de 29 días que incluyó un ascenso al monte Darwin, el pico más alto de la cordillera.

## Geología
El complejo metamórfico Cordillera Darwin es un complejo geológico compuesto principalmente por rocas metamórficas. Se ha sugerido que es análogo al Complejo Metamórfico de los Andes Orientales. El complejo metamórfico Cordillera Darwin es el único complejo metamórfico en los Andes del sur que se sabe que tiene rocas de facies de anfibolita que contienen cianita y silimanita, lo que evidencia un metamorfismo de alto grado. Este tuvo lugar durante el Cretácico, supuestamente en asociación con el cierre de la cuenca de Rocas Verdes.
Los protolitos del complejo metamórfico Cordillera Darwin no están relacionados con el complejo ígneo y metamórfico de Tierra del Fuego a pesar de la proximidad actual.

## Cimas más altas
- Monte Shipton
- Monte Darwin
- Monte Sarmiento
- Monte Italia
- Monte Bove
- Monte Roncagli
- Monte Luis de Saboya
- Monte Della Vedova
- Monte Buckland

| | |
| Campos de hielo en Patagonia Sur y Tierra del Fuego. En la parte argentina al sur del paralelo 52°S existen glaciares, pero no campos de hielo. | Ubicación de los más conocidos glaciares de la cordillera Darwin de la isla Grande de Tierra del Fuego según la shapefile del inventario público de glaciares de Chile 2022 elaborado por la Dirección General de Aguas del Ministerio de Obras Públicas de Chile. |